# Narikala

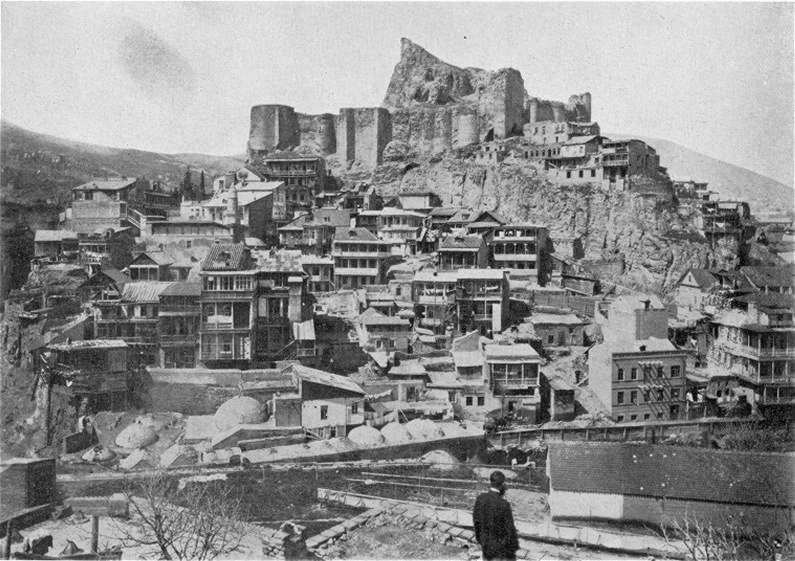
Fortaleza de Narikala en 1911.

Narikala (ნარიყალა, en georgiano) es una antigua fortaleza que se yergue sobre Tiflis, la capital de Georgia, y el río Kura. La fortaleza se compone de dos secciones amuralladas en una colina situada entre unos baños sulfurosos y el Jardín Botánico Central de la Academia de Ciencias de Georgia. En el recinto inferior se halla la recientemente restaurada iglesia de San Nicolás.
La fortaleza fue fundada en el siglo IV con el nombre de Shuris-tsikhe ("Fortaleza Ingrata"). Fue notablemente expandida en el siglo VII por los Omeyas, y posteriormente por el rey David IV de Georgia (1089-1125). Los mongoles renombraron al fuerte como Narin Qala ("Fuerte Pequeño"), del que deriva su nombre actual. Muchas de las construcciones que se pueden ver actualmente son de los siglo XVI y XVII. En 1827, parte de la fortaleza fue destruida por un terremoto y parcialmente demolida. Hoy en día es un lugar bastante popular en la capital georgiana, en especial por las vistas que se disfrutan desde ella.

## Galería de imágenes

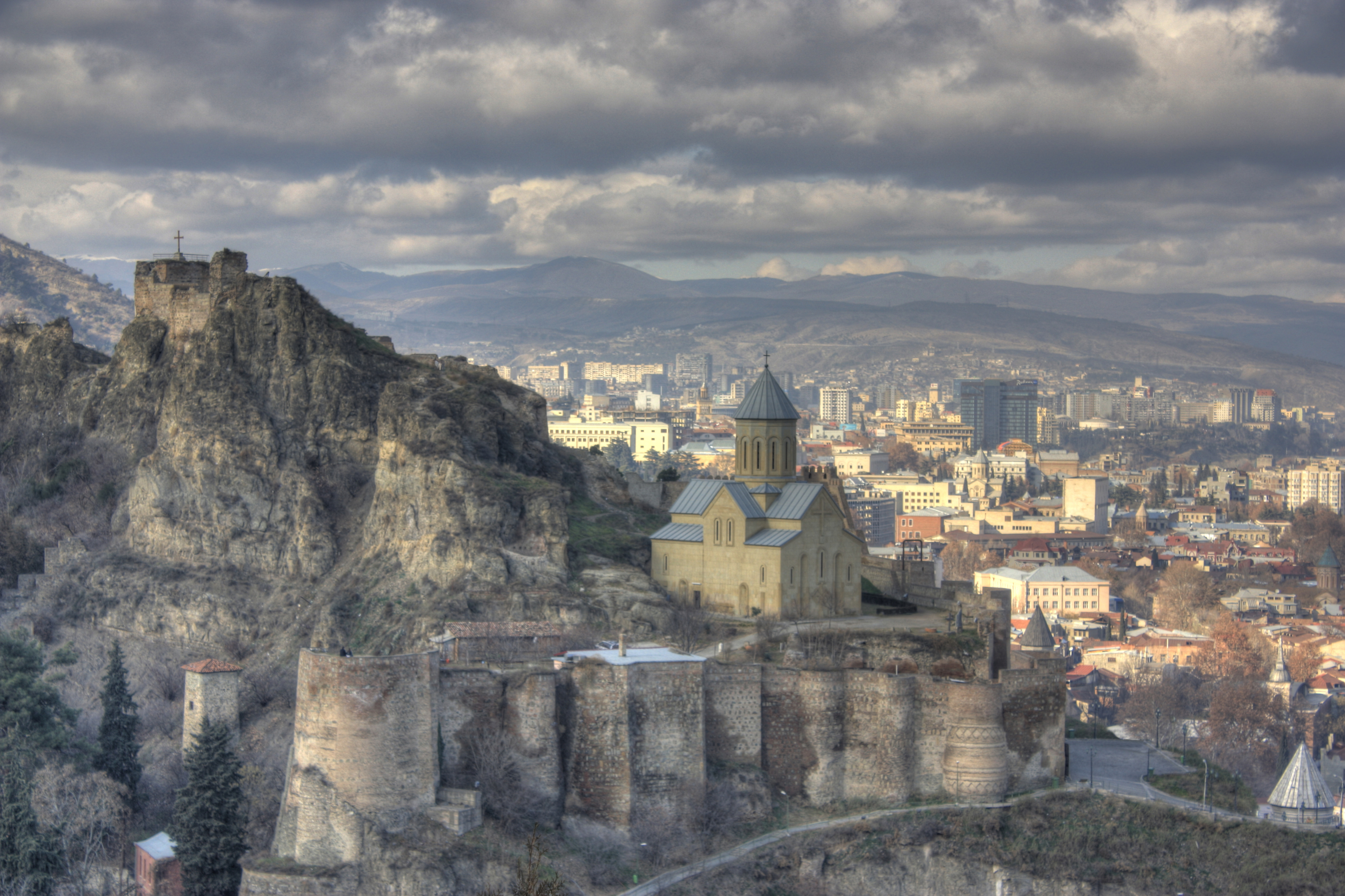
Iglesia de San Nicolás y Narikala.
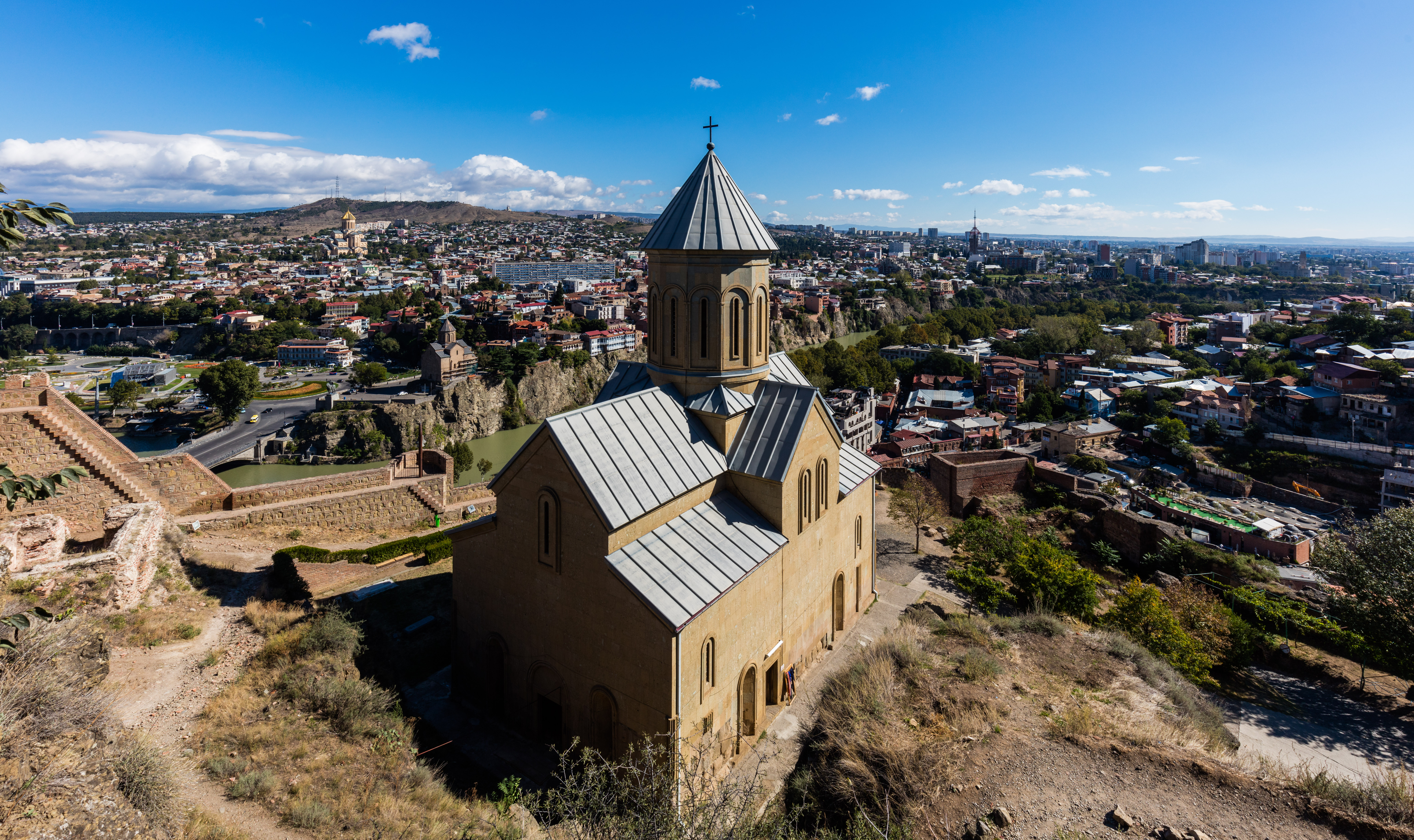
Iglesia de San Nicolás.
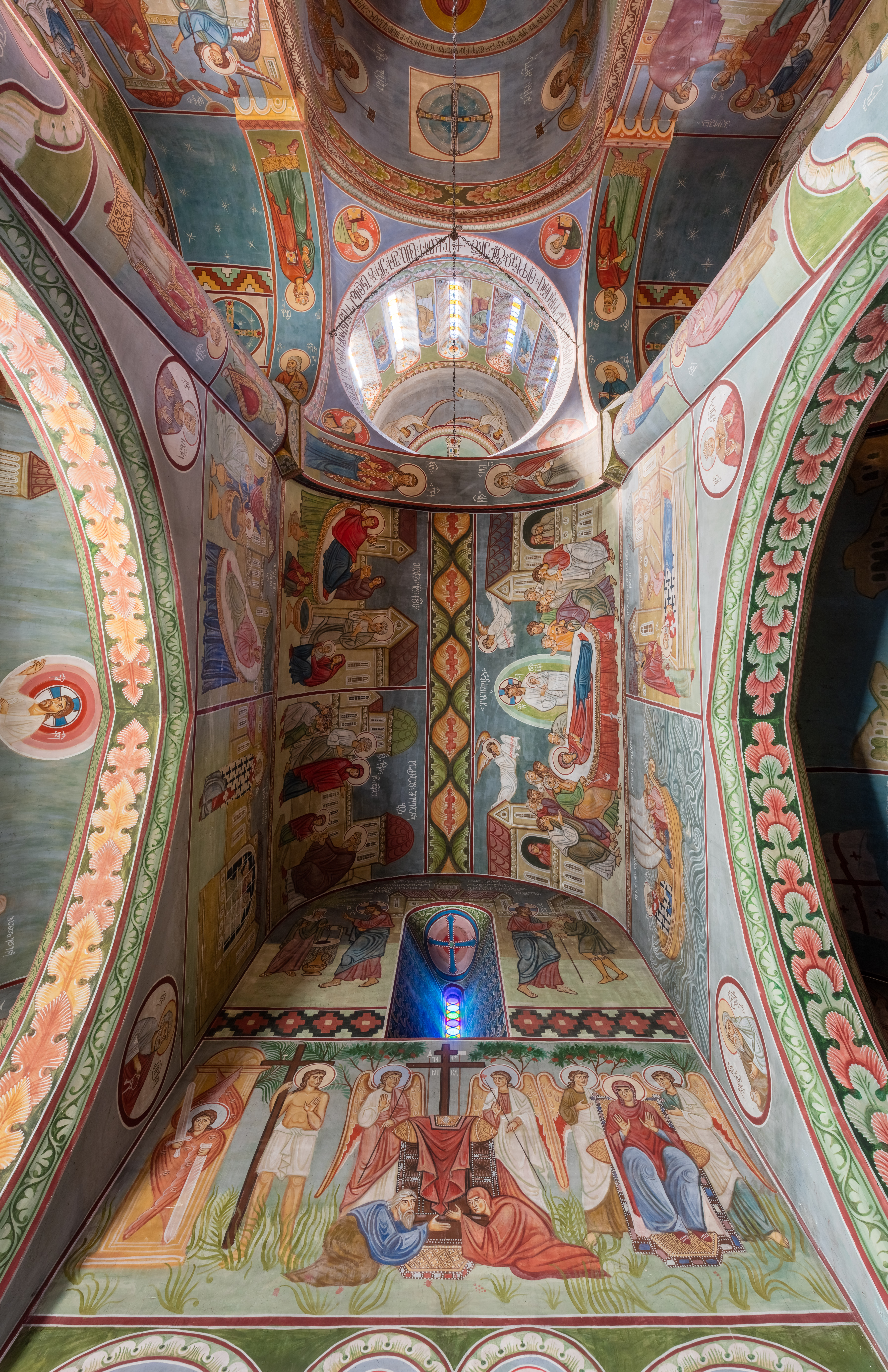
Interior del templo.
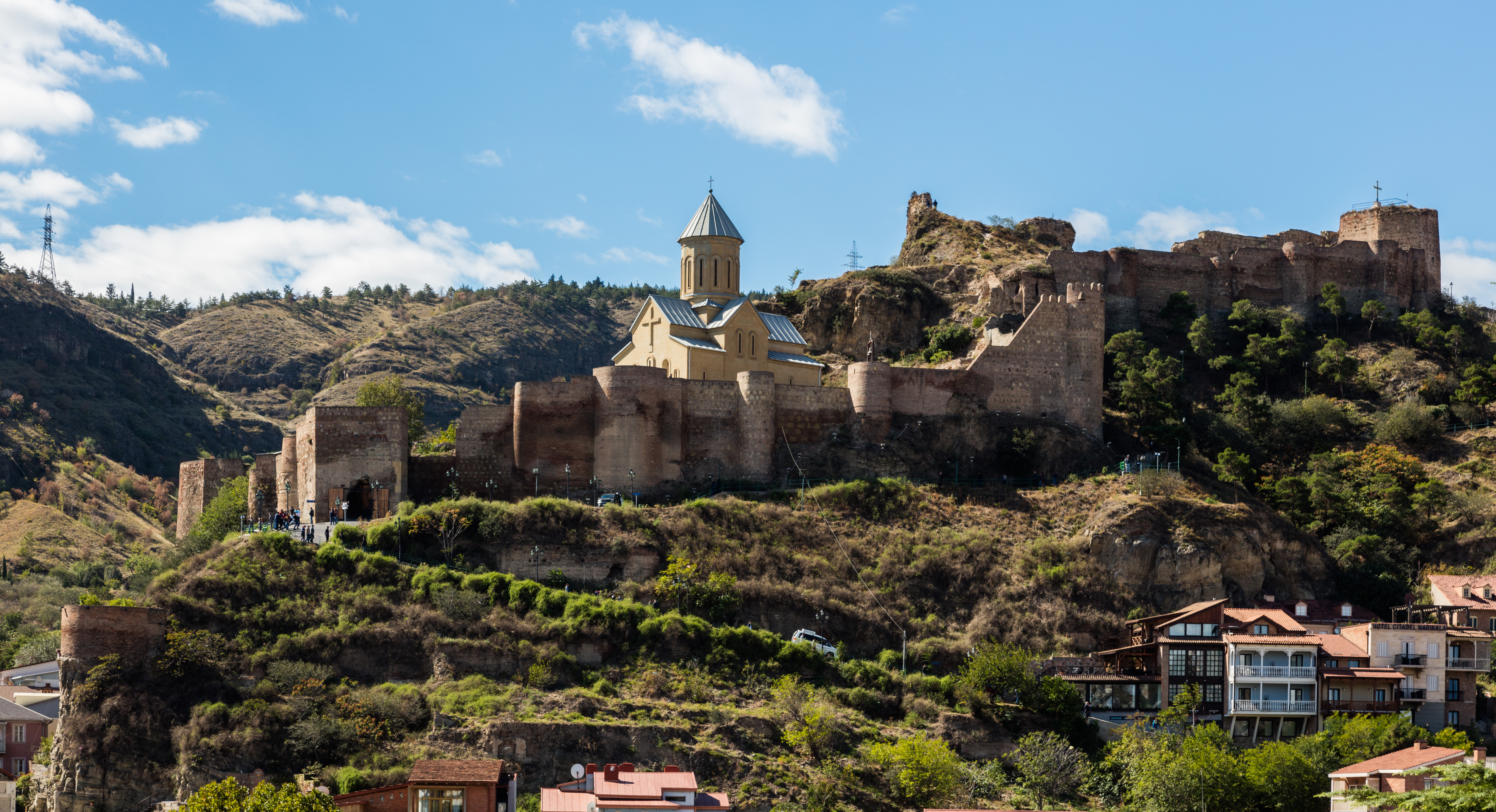
Vista desde Tiflis de día.
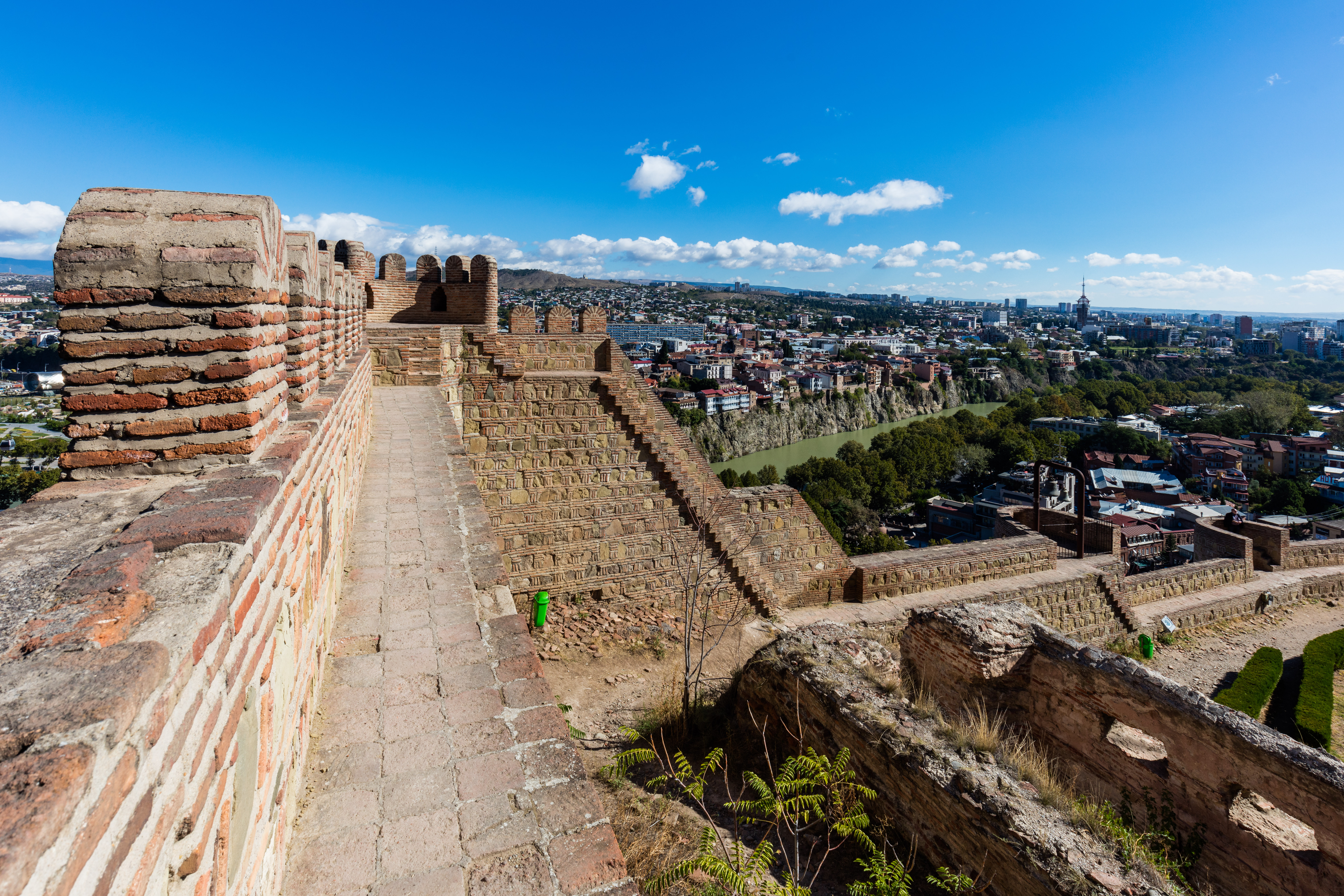
Muro con Tiflis en segundo plano.
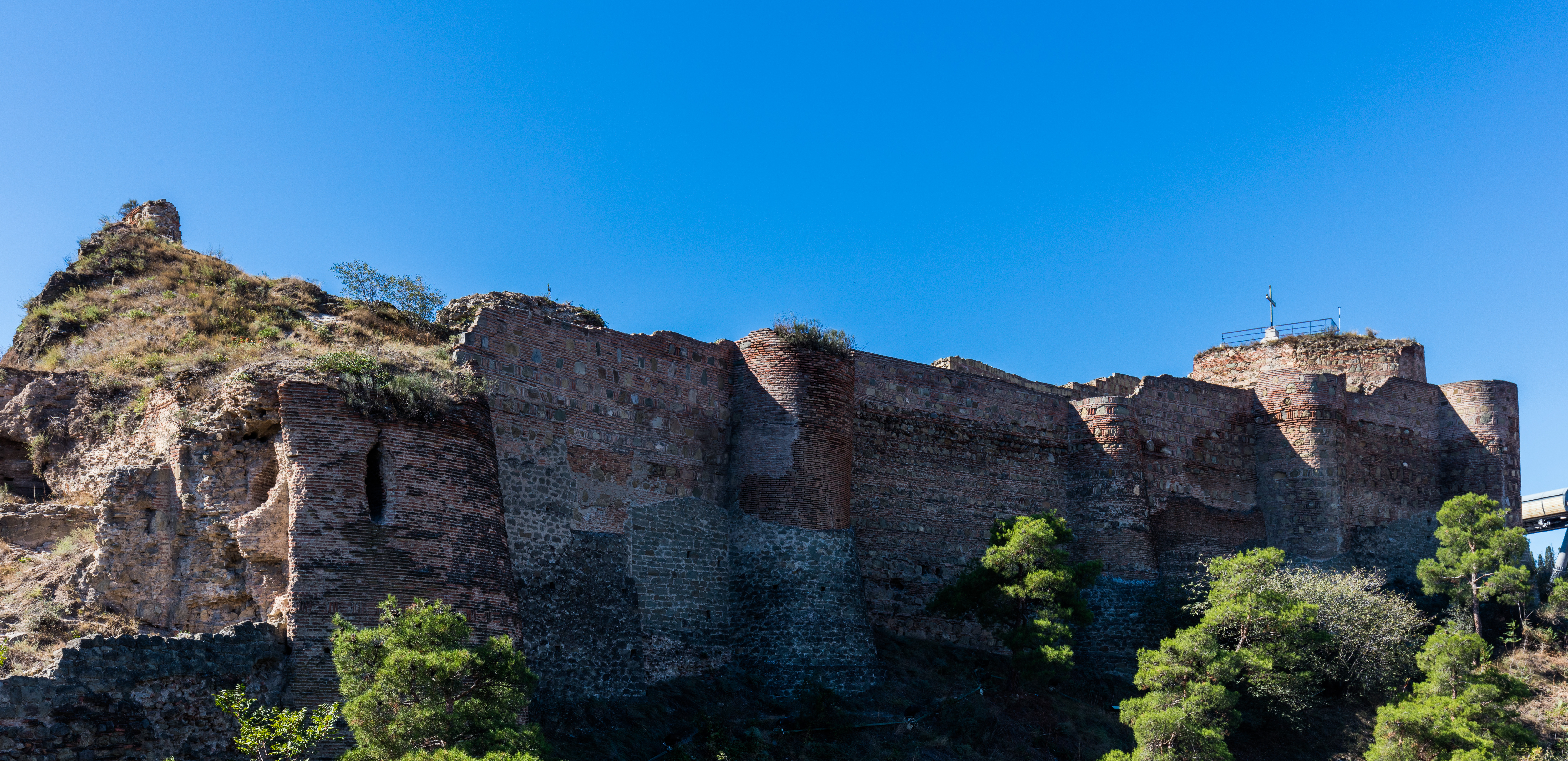
Parte superior de la fortaleza.
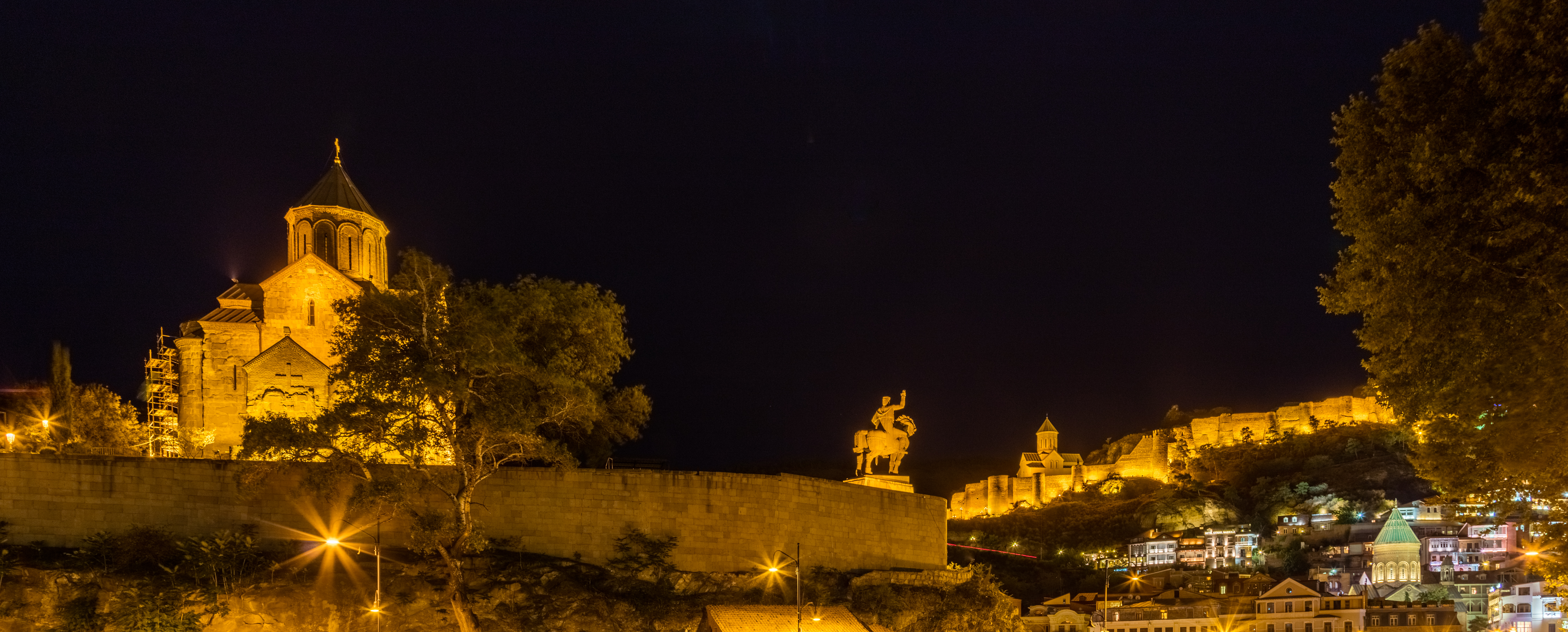
Narikala vista desde el centro de Tiflis de noche.